# Ньюкасл-андер-Лайм
Ньюкасл-андер-Лайм (англ. Newcastle-under-Lyme, буквально рус. Новый замок под липой) — город в графстве Стаффордшир в Великобритании, административный центр неметрополитенского района (англ. non-metropolitan district) Ньюкасл-андер-Лайм.

## География
Город с запада примыкает к городу Сток-он-Трент и находится в 16 милях к северу от Стаффорда и в 44 милях от Бирмингема. Название города переводится как Новый Замок под липами.

## История
Город вырос вокруг замка XII века, название городу дано Генрихом II в 1173 году. Новый замок был построен, чтобы заменить более старую крепость в Честертоне (англ.) в 3 км к северу, развалины которой были видны до конца XVI века. В 1235 году Генрих III сделал его свободным районом (боро), с предоставлением купеческой гильдии и прочих привилегий. В 1265 году Ньюкасл предоставлен Симону де Монфору, а впоследствии Эдмунду Горбатому, через которого он перешёл к Генриху IV. Ньюкасл не сильно пострадал во времена Английской революции, сохранившись от разграбления кавалеров, несмотря на то, что это был родной город генерал-майора Томаса Харрисона — офицера кромвельской армии и лидера «людей пятой монархии».
В уставе 1835 года было закреплено создание района (боро) Ньюкасл-андер-Лайм, подтверждающего наличие предыдущего района в грамотах 1590 и 1664 годов, согласно которому название общества было «мэр, судебные приставы и мещанство Ньюкасл-андер-Лайм».
Когда, в 1910 году, был образован город Сток-он-Трент путём объединения «шести городов» (Сток, Хэнли, Фентон, Лонгтоне, Берслем и Танстола) Ньюкасл остался самостоятельным городом. Несмотря на свою близость к Сток-он-Тренту, он не был непосредственно вовлечён в гончарную промышленность. Город решительно выступил против попытки присоединить его к Сток-он-Трент, на референдуме в 1930 году против выступило 97,4 % жителей.
После закона «О местном самоуправлении 1972 года» город стал административным центром района (боро) Ньюкасл-андер-Лайм.